# Viivi Vainikka
Viivi Vainikka, född 2001 i Esbo, Nyland i Finland, är en finländsk ishockeyspelare som spelar för Luleå HF/MSSK i Svenska damhockeyligan. Vainikkas moderklubb är Helsingforslaget Red Wings och med dem spelade hon som junior. Säsongen 2015/16 fick hon göra debut i Finlandsserien med moderklubben. Säsongen därpå värvades hon av Team Kuortane till Naisten Liiga (Finlands damhockeyliga). Vid 21 år ålder har hon redan 41 juniorlandskamper och 82 landskamper för Finlands landslag. Sedan hon kom till Sverige 2020 har hon vunnit SM-guld två gånger.